# Meesterklasse schaken 2024/25
Het Meesterklasse-seizoen 2024/25 is het 28e seizoen van de Meesterklasse, de hoogste Nederlandse schaakcompetitie voor clubteams. Er werd door tien teams gestreden om het clubkampioenschap van Nederland.
De competitie wordt gespeeld in een halve competitie. Elke vereniging speelt één keer tegen een andere vereniging.
Kennemer Combinatie was de kampioen van het seizoen 2023/24 en is titelverdediger. Gepromoveerd vanuit de Eerste Klasse zijn Het Witte Paard Sas van Gent en De Stukkenjagers.

## Deelnemende teams[1]
| Team                   |
| ---------------------- |
| HWP Sas van Gent 1     |
| De Stukkenjagers 1     |
| Kennemer Combinatie 1  |
| LSG IntelliMagic 1     |
| Groninger Combinatie 1 |
| Zuid Limburg 1         |
| Zukertort Amstelveen 1 |
| Apeldoorn 1            |
| Paul Keres 1           |
| Charlois Europoort 1   |

## Speeldata[1]
| Ronde   | Startdatum |
| ------- | ---------- |
| Ronde 1 | 21-09-2024 |
| Ronde 2 | 12-10-2024 |
| Ronde 3 | 09-11-2024 |
| Ronde 4 | 23-11-2024 |
| Ronde 5 | 14-12-2024 |
| Ronde 6 | 08-02-2025 |
| Ronde 7 | 08-03-2025 |
| Ronde 8 | 05-04-2025 |
| Ronde 9 | 10-05-2025 |

Eerste klasse

1920/21 · 1921/22 · 1922/23 · 1923/24 · 1924/25 · 1925/26 · 1926/27 · 1927/28 · 1928/29 · 1929/30 · 1930/31 · 1931/32 · 1932/33 · 1933/34 · 1934/35 · 1935/36 · 1936/37 · 1937/38 · 1938/39 · 1939/40 · 1940/41 · 1941/42
Hoofdklasse

1942/43 · 1943/44 · 1944/45 · 1945/46 · 1946/47 · 1947/48 · 
1948/49 · 1949/50 · 1950/51 · 1951/52 · 1952/53 · 1953/54 · 1954/55 · 1955/56 · 1956/57 · 1957/58 · 1958/59 · 1959/60 · 1960/61 · 1961/62 · 1962/63 · 1963/64 · 1964/65 · 1965/66 · 1966/67 · 1967/68 · 1968/69 · 1969/70 · 1970/71 · 1971/72 · 1972/73 · 1973/74 · 1974/75 · 1975/76 · 1976/77 · 1977/78 · 1978/79 · 1979/80 · 1980/81 · 1981/82 · 1982/83 · 1983/84 · 1984/85 · 1985/86 · 1986/87 · 1987/88 · 1988/89 · 1990/91 · 1991/92 · 1992/93 · 1993/94 · 1994/95 · 1995/96
Meesterklasse

1996/97 · 1997/98 · 1998/99 · 1999/00 · 2000/01 · 2001/02 · 2002/03 · 2003/04 · 2004/05 · 2005/06 · 2006/07 · 2007/08 · 2008/09 · 2009/10 · 2010/11 · 2011/12 · 2012/13 · 2013/14 · 2014/15 · 2015/16 · 2016/17 · 2017/18· 2018/19 · 2019/20 · 2020/21 · 2021/22 · 2022/23 · 2023/24 · 2024/25